# Annianus
Annianus (Kr. u. 2. század), római költő, a Poetae novelli képviselője.
Gellius az Attikai éjszakákban (Noctes Atticae) háromszor is megemlítette nevét, és megjegyzéseiből kiderül, hogy született költői tehetség, ugyanakkor poeta doctus is (vö. 6, 7). Erősen hajlott a szimbolizmus felé. A korabeli költők gyakran gyűltek össze nála, és mintegy vezérüknek tekintették (vö. 9, 10). A falerii birtokán rendezett szüreti mulatságra meghívta a korabeli szellemi élet több kiválóságát, és társaságukban egyebek között Lucilius egyik sorát is elemezte (vö. 20, 8). Terentianus Maurus idézi Annianustól a következő négy sort:
quando flagella iugas, ita iuga,
vitis et ulmus uti simul eant
nam nisi sint paribus fructicibus,
umbra necat teneras Amineas.
„És amikor kacsokat kötözöl itt,
szilfa s a bor venyigéje legyen épp
akkora, mert ha nem így teszel, a lomb
árnya a zsenge szemet megöli majd”
(GL 6, 1820. sor)
A töredék nem elég hosszú ahhoz, hogy belőle megalapozott esztétikai következtetéseket lehetne levonni Annianus költészetét illetően, annyi azonban megállapítható, hogy metruma (három daktilust követ egy jambus) új a latin költészetben. Jelentése a szó szerinti értelmezés mellett szimbolikus tartalmat is magában hordoz, a házasulandók azonos társadalmi helyzetének fontosságára utalva. A művelt olvasónak ezenfelül emlékezetébe idézi Catullus 62. carmenét, amelyben a szép szilfa és a szőlővessző hasonlat olvasható.